# Inalatore
Un inalatore è un dispositivo medico usato per somministrare medicinali attraverso i bronchi e i polmoni. È utilizzato prevalentemente per il trattamento dell'asma e delle malattie polmonari croniche ostruttive (BPCO), ma anche per la somministrazione di altri farmaci, ad esempio l'antinfluenzale Zanamivir.

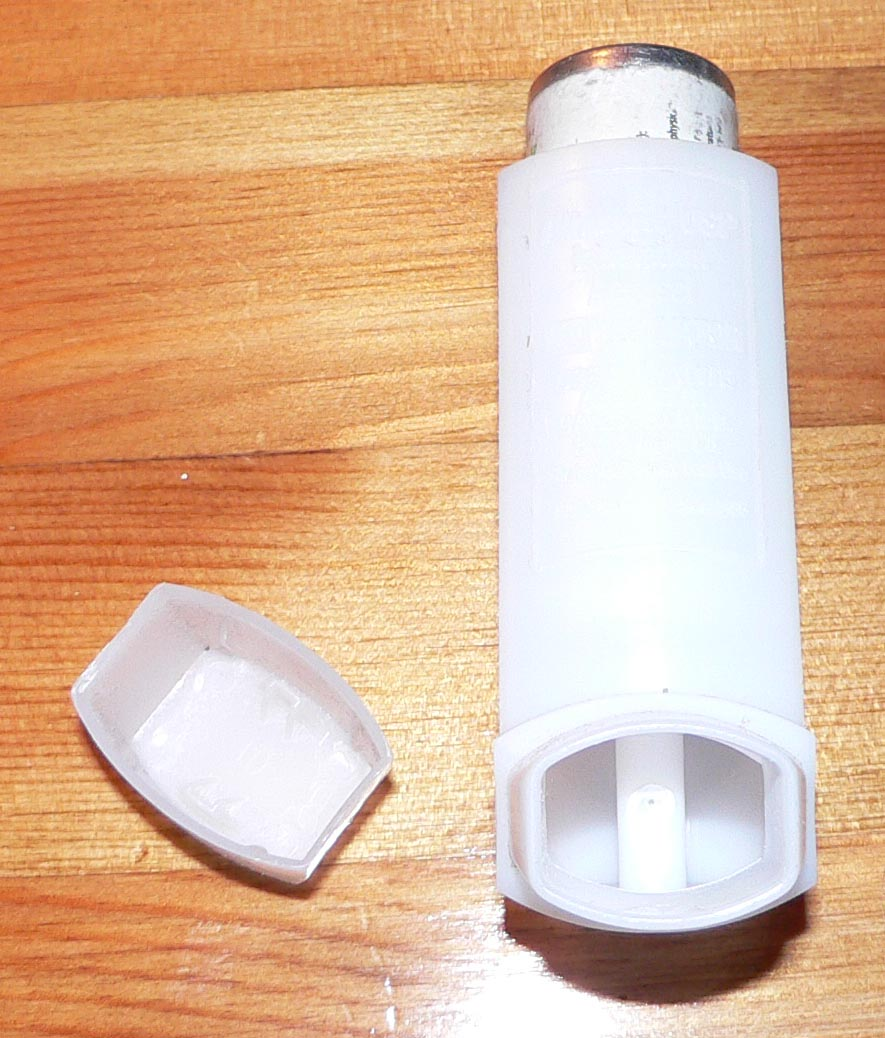
Inalatore a dosi prestabilite

Le tipologie più diffuse sono a dose misurata e a polvere.

## Descrizione
Gli inalatori a dose misurata permettono l'automedicazione con una dose prestabilita di farmaco, in forma di aerosol. Di solito si tratta di un corticosteroide o un broncodilatatore (o una loro combinazione) per il trattamento dell'asma e delle BPCO.
Gli inalatori a polvere funzionano in maniera leggermente diversa, in quanto il medicinale non è in forma liquida e viene caricato come capsula o gestito con tecnologie proprietarie nell'inalatore. Tipicamente si tratta di pochi milligrammi di contenuto attivo, in quanto una dose eccessiva di polvere provocherebbe tosse. Inoltre le particelle devono essere di dimensioni ridotte a sufficienza da raggiungere i polmoni.

## Utilizzo
La somministrazione diretta dei farmaci per via inalatoria permette di utilizzare dosi più basse che in quella per via sistemica, minimizzando gli effetti collaterali, e garantisce maggiore rapidità d'azione.